# Rustenburg, Africa de Sud
Rustenburg este un oraș în provincia North West din Africa de Sud.

## Campionatul Mondial de Fotbal 2010
Orașul este gazdă a Campionatului Mondial de Fotbal 2010.